# Ръце над града
„Ръце над града“ (на италиански: Le mani sulla città) е италиански филм, драма от 1963 година на режисьора Франческо Рози по негов сценарий в съавторство с Рафаеле Ла Каприя, Енцо Форчела, Енцо Провенцале и Франческо Рози. Главните роли се изпълняват от Род Стайгър и Салво Рандоне.

## Сюжет
Безмилостният неаполитански земевладелец и избран за градски съветник Едоардо Нетола (Род Стайгър) успява да използва политическата си власт, за да реализира лична печалба в мащабно предприемане на сделка с недвижими имоти в предградие на града. Но след срутването на жилищна сграда комунистическият съветник Де Вита (Карло Фермариело) започва разследване на случая, като търси връзка между инцидента и Нетола.

## В ролите
| Изпълнител          | Роля              |
| ------------------- | ----------------- |
| Род Стайгър         | Едоардо Нотола    |
| Салво Рандоне       | Де Анджели        |
| Гуидо Алберти       | Мальоне           |
| Анджело Д'Алесандро | Балзамо           |
| Дани Парис          | Дани              |
| Карло Фермариело    | Де Вита           |
| Марчело Канавале    | Приятел на Нотола |
| Алберто Канокия     | Приятел на Нотола |

## Награди и Номинации
- 1963 – „Ръце над града“ получава награда „Златен лъв“ на Венецианския международен филмов фестивал.